# حلمي عبد المنعم صابر
الدكتور حلمى عبد المنعم صابر عبد الرازق (29 يونيو 1949 م - 8 نوفمبر 2000)، عميد كلية الدعوة الإسلامية بالقاهرة - جامعة الأزهر.
ولد بقرية العامرية مركز المحلة الكبرى في محافظة الغربية. تعلم وحفظ القرآن منذ صغره. توفي في القاهرة صباح يوم الأربعاء 11 شعبان 1421 هــ الموافق 8 نوفمبر 2000 م عن إحدى وخمسين سنة قضاها في الدعوة إلى الله عز وجل.

## التعليم والعمل
- حصل على الاعدادية الازهرية المعادلة عام 1965
- حصل على الثانوية الازهرية المعادلة عام 1970
- حصل على الإجازة العالية «الليسانس» من قسم الدعوة والثقافة الإسلامية - كلية أصول الدين بالقاهرة جامعة الأزهر 1974 بتقدير جيد جدا مع مرتبة الشرف.
- عمل معيد بقسم الدعوة والثقافة الإسلامية - كلية أصول الدين بالقاهرة جامعة الأزهر 1975
- حصل على الماجيستير من قسم الدعوة والثقافة الإسلامية - كلية أصول الدين بالقاهرة جامعة الأزهر 1979 في موضوع مشكلة الجوع في العالم وعلاج الإسلام لها بتقدير امتياز.
- عمل مدرس مساعد بقسم الدعوة والثقافة الإسلامية - كلية أصول الدين بالقاهرة جامعة الأزهر 1979
- حصل على الدكتوراة من قسم الدعوة والثقافة الإسلامية - كلية أصول الدين بالقاهرة جامعة الأزهر 1981 في موضوع الآيات الكونية في ضوء القرآن والسنة والعلم الحديث مع مرتبة الشرف الثانية.
- عمل مدرس بكلية الدعوة الإسلامية بالقاهرة جامعة الازهر 1982
- وانتدب للعمل كمدرس بقسم الدراسات الإسلامية كلية الآداب جامعة الخرطوم بالسودان عام 1982
- انتدب للعمل كمدرس بكلية اصول الدين والدعوة جامعة ام القرى بمكة المكرمة 4 سنوات 1984 حتى عام 1988
- أستاذ مساعد بكلية الدعوة الإسلامية بالقاهرة جامعة الازهر 1987
- أستاذ بقسم الثقافة الإسلامية كلية الدعوة الإسلامية بالقاهرة جامعة الازهر 1992
- رئيس قسم الثقافة الإسلامية بكلية الدعوة الإسلامية بالقاهرة جامعة الازهر 1992
- انتدب للعمل كاستاذ بكلية الشريعة - جامعة الإمام محمد بن سعود الإسلامية بالرياض 6 سنوات 1992 حتى عام 1998
- وكيل كلية الدعوة الإسلامية بالقاهرة جامعة الازهر 1999
- عميد كلية الدعوة الإسلامية بالقاهرة جامعة الازهر 2000

## المؤلفات العلمية
- الحل الاسلامى لمشكلة الغذاء وتحقيق مجتمع الكفاية والامن - الناشر: مكتبة الحسين بالقاهرة 1983
- النظام المالى في الإسلام - الناشر: دار الطباعة العربي بالقاهرة 1986
- في صحبة الشيخين أبى بكر وعمر - رضى الله عنهما - الناشر: مكتبة الحسين بالقاهرة 1989
- المنظور الاسلامى لسياسة تحديد النسل في الدول الإسلامية - الناشر: رابطة العالم الاسلامى بمكة المكرمة 1989.
- الخطابة وفنون القول الأخرى الناشر: مكتبة الحسين بالقاهرة 1989
- مع الشهيدين عثمان وعلى -رضى الله عنهما - الناشر: مكتبة الحسين بالقاهرة 1990
- واجبات الأمة نحو كاشف الغمة - ﷺ - الناشر: مجمع البحوث الإسلامية بالازهر الشريف مجلة الازهر 1991
- الوقت في الإسلام - الناشر: دار الكتب الحديثة بالقاهرة 1992
- المناظرة وأهميتها في الدعوة إلى الله تعالى - الناشر: حولية كلية الدعوة الإسلامية بالقاهرة 1992
- قضايا معاصرة في ضوء الإسلام - الناشر: دار عالم الكتب بالرياض 1996
- منهجية البحث العلمى وضوابطه في الإسلام - الناشر: رابطة العالم الاسلامى بمكة المكرمة 1998.
- الفكر الاسلامى - تأصيل وتجديد - الناشر: دار عالم الكتب بالرياض 1999

## المشاركات العلمية
- التعاون مع التلفزيون المصرى في عدة برامج مثل: دعاء الانبياء، البراعم وغيرها
- التعاون مع اذاعة القرآن الكريم بالقاهرة في عدة برامج مثل: حديث الصباح، حديث المساء، بين السائل والفقيه، فيه شفاء للناس، من بيوت الله، التفسير الموضوعى لكتاب الله، رأى الدين وغيرها
- التعاون مع اذاعة نداءالاسلام بمكة المكرمة في عدة برامج مثل: مع الشباب، مع الاعلام، قضايا معاصرة.
- الكتابة في الصحف القومية لتصحيح المفاهيم ودفع الاخطاء: كالاهرام، والجمهورية، والشرق الاوسط.
- نشر العديد من المقالات في جريدة: اللواء الاسلامى وجريدة: النور، وفي مجلة الازهر، منبر الإسلام، الامة القطرية، المجاهد العسكرية منار الإسلام|ومنار الإسلام وغيرها.
- وضع المناهج بقسم الدراسات الإسلامية بكلية الآداب جامعة الخرطوم بالسودان عام 1982.
- المشاركة في العديد من الندوات والمحاضرات في المدارس والجامعات المصرية.
- الاشراف على العديد من الرسائل الجامعية والمشاركة في مناقشة العديد منها.
- اداء خطبة الجمعة بانتظام لمدة ثلاثون عاما تقريباً.

## مواقفه
- كان للشيخ العديد من المواقف الهامة في حياته الدعوية داخل الجامعات وخارجها، على سبيل المثال:
- التصدى لبعض الافكار الشاذة التي دعا إليها المؤتمر الدولي للسكان والتنمية الذي عقد في مدينة القاهرة تحت رعاية الامم المتحدة في عام 1994 خاصةً موضوع ختان الاناث
- التصدى لرواية وليمة لأعشاب البحر للكاتب السورى حيدر حيدر والتي تطاول فيها على الذات الالهية والرسول محمد  وقاد الشيخ فريقا من كلية الدعوة الإسلامية بالقاهرة للرد على هذه الرواية وتفنيد كل ما جاء بها من افتراءات.
- الحفاظ على كيان كلية الدعوة الإسلامية ممن يتربصون بها والاهتمام بأبنائها ومناهجها وترسيخ قواعدهاوابراز اهميتها. اهتم بوسطيتها وبتخريج جيل من الدعاة إلى الله عز وجل بالحكمة والموعظة الحسنة، سفراء في الداخل والخارج. ظلّت الكلية في عهده حاضرةً في كافة القضايا المعاصرة بصوت صحيح الإسلام.

## وفاته
انتقل الدكتور حلمى إلى الرفيق الأعلى في صبيحة يوم الأربعاء الثامن من نوفمبر عام 2000 في إحدى مستشفيات القاهرة بعد صراع مع المرض لمدة ثلاثة أشهر.